# Gott, wie dein Name, so ist auch dein Ruhm
Gott, wie dein Name, so ist auch dein Ruhm (Dieu, ta renommée, comme ton nom), (BWV 171), est une cantate religieuse de Johann Sebastian Bach composée à Leipzig en 1728 pour le jour du nouvel an 1729 ou 1730.
Pour cette destination liturgique, cinq autres cantates ont franchi le seuil de la postérité : les BWV 16, 41, 143, 190 et 248/4 (quatrième cantate de l'Oratorio de Noël). La pièce a été jouée de nouveau en 1735/1737 à Leipzig.

## Livret
Le texte est de Christian Friedrich Henrici (Picander) pour les mouvements 2 à 5, Johannes Herman pour le sixième mouvement tandis que le premier mouvement provient du Psaume 48: 11.
Le thème du choral est fondé sur le second vers du psaume « Jesu, nun sei gepreiset ». La mélodie de ce choral fut d'abord imprimée dans « Ein schön geistlich Gesangbuch »  de Melchior Vulpius à Iéna en 1609.

## Structure et instrumentation
La cantate est écrite pour trois trompettes, timbale, deux hautbois, deux violons, alto, et basse continue, quatre voix solistes (soprano, alto, ténor, basse) et chœur à quatre voix.
1. chœur : Gott, wie dein Name, so ist auch dein Ruhm
2. aria (ténor) : Herr, so weit die Wolken gehn
3. récitatif (alto) : Du süßer Jesus-Name du
4. aria (soprano) : Jesus soll mein erstes Wort
5. récitatif (basse) : Und da du, Herr, gesagt
6. Choral : Laß uns das Jahr vollbringen

## Musique
Le premier mouvement chantant la louange universelle du nom de Dieu est une fugue chorale avec trompettes indépendantes, la première trompette jouant également le thème de la fugue. Bach retravailla cette musique pour le « Patrem omnipotentem, factorem coeli et terrae » de sa Messe en si mineur. Le rappel du nom de Jésus est proche de la lecture de la journée et semblable à la quatrième partie de l'Oratorio de Noël écrit pour la fête du Nouvel An de 1734. L'aria de ténor est accompagné par deux instruments non spécifiés dans la partition manuscrite, peut-être des violons. L'aria de soprano est une parodie d'une aria de Zerreißet, zersprenget, zertrümmert die Gruft, BWV 205 avec un solo de violon virtuose. Le récitatif de basse commence comme un arioso accompagné seulement par le continuo, conduisant à la prière. Le récitatif alto accompagné des deux hautbois se conclut en arioso. Le choral final est tiré de Jesu, nun sei gepreiset, BWV 41, son instrumentation est similaire au chœur d'ouverture.

## Sources
- Gilles Cantagrel, Les cantates de J.-S. Bach, Paris, Fayard, mars 2010, 1665 p.  (ISBN 978-2-213-64434-9)

- (en) Cet article est partiellement ou en totalité issu de l’article de Wikipédia en anglais intitulé « Gott, wie dein Name, so ist auch dein Ruhm, BWV 171 » (voir la liste des auteurs).